# Erle Stanley Gardner
Erle Stanley Gardner [gárdnr] (17. července 1889, Malden – 11. března 1970, Temecula) byl americký spisovatel detektivních románů a povídek, píšící také pod pseudonymy A. A. Fair, Carleton Kendrake, Kyle Corning, Charles M. Green, Charles J. Kenny, Les Tillray a Robert Parr.
Původně pracoval jako právník a z této praxe čerpal i některé náměty pro svoje díla, od roku 1933 psal detektivky. Každoročně vydal zhruba čtyři díla, celkem napsal 140 detektivních románů.
Kromě svých detektivních románů se věnoval také projektu nazvanému Soud posledního odvolání (The Court of Last Resort), kde se spolu s přáteli snažil prošetřovat sporná rozhodnutí, ve kterých byli před soudem dost možná nevinní odsouzeni kvůli špatné obhajobě, nesprávnému jednání policie a státních zástupců a hlavně také zneužívání či špatné interpretaci forenzních důkazů.

## Život
Gardnerův otec byl důlní inženýr, který za prací cestoval po různých oblastech Severní Ameriky. Erle Stanley Gardner se narodil ve státě Massachusetts a přes Oregon a Klondike se s rodiči v roce 1902 dostal do Kalifornie. Během studií na střední škole v Palo Altu se aktivně věnoval boxu. Tato záliba byla příčinou jeho vyloučení z univerzity ve Valparaisu (Indiana), kde studoval práva. Vrátil se do Kalifornie, našel si místo stenotypisty v právnické kanceláři a roku 1911 složil právnické zkoušky. Po přijetí za člena advokátní komory začal vykonávat samostatnou praxi  jako soudní právník obhajováním chudých lidí, zejména čínských a mexických přistěhovalců. V roce 1912 se oženil s Natalií Frances Talbertovou a následujícího roku se jim narodila jediná dcera Grace. Advokátní praxe mu příliš nevynášela a proto v roce 1918 přijal místo v obchodní agentuře jako prodejce pneumatik. Po třech letech se k právu vrátil a stal se společníkem advokátní kanceláře ve městě Ventura. Kromě toho se po večerech pravidelně věnoval psaní povídek, které pod různými pseudonymy posílal do časopisů, zaměřených na detektivní, dobrodružný nebo kovbojský žánr. První povídku The Police in the House  uveřejnil roku 1921 v časopise Breezy. Během dvou let se stal populárním autorem. V roce 1931 strávil  šest měsíců v Číně i se svou manželkou. Pobyt na něj velmi zapůsobil a také se naučil čínsky. 
Od roku 1932 mu příjmy z literární činnosti umožnily zanechat advokátní praxe. Začal psát detektivní romány. Jako první vyšel v roce 1933 Případ sametových drápků (The Case of the Velvet Claws), v němž hlavním hrdinou byl advokát Perry Mason. Román vyšel v češtině pod názvem Ďábelský advokát poprvé už v roce 1939.
V roce 1937 se Gardner přestěhoval do Temeculy v Kalifornii, kde zakoupil velkou usedlost Rancho del Paisano. Zde žil po zbytek svého života. S manželkou žili odděleně, ale manželství trvalo až do její smrti v roce 1968. V klidném prostředí svého ranče dokázal napsat román během šesti týdnů.  V raných letech, kdy psal pro trh s levnými časopisy, si Gardner stanovil kvótu 1 200 000 slov ročně. Zpočátku psal příběhy na stroji sám, používal dva prsty, ale později je namlouval do diktafonu a tým sekretářek je přepisoval. Volný čas trávil toulkami po okolí ranče a poloostrově Baja California a napsal sérii cestopisných zpráv popisujících jeho rozsáhlé průzkumy na lodi, nákladním automobilu, letadle a vrtulníku. Po druhé světové válce Gardner publikoval několik povídek pro časopisy jako Collier's, Sports Field a Look, ale většina jeho poválečných příspěvků do časopisů byly články o cestování, západní historii a forenzní vědě. Archeologický nález skalních kreseb v jeskyni u San Borjitos popsal v knize Skryté srdce Dolní Kalifornie (The Hidden Heart of Baja) z roku 1962.
Při zpracování materiálů pro své detektivní příběhy, které byly mnohdy založeny na skutečných případech zjišťoval, že mnohá rozhodnutí soudů byla sporná, že byli odsouzeni nevinní lidé. Po roce 1945 vznikl projekt Soudu posledního odvolání, kterému Gardner věnoval tisíce hodin ve spolupráci s mnoha přáteli z forenzních, právních a vyšetřovacích komunit. Projekt se snažil přezkoumat a případně zvrátit justiční omyly proti obžalovaným, kteří byli odsouzeni kvůli špatnému právnímu zastoupení, zneužití, nesprávné interpretaci forenzních důkazů nebo nedbalému či zlomyslnému jednání policie nebo státních zástupců. Kniha Soud posledního odvolání  (The Court of Last Resort) vynesla v roce 1953 Gardnerovi cenu Edgara Allana Poea v kategorii Nejlepší skutečný příběh (Best Fact Crime) a později byla zpracována do  stejnojmenného televizního seriálu. Druhou cenu za dlouholetou práci v této oblasti získal v roce 1962  (Grand Master Award).
Po smrti své manželky se v roce 1968 oženil se svou dlouholetou sekretářkou Agnes Jean Bethellovou, která byla pravděpodobně předobrazem jeho románové postavy Delly Streetové, partnerky Perryho Masona. 
E.S.Gardner zemřel na rakovinu 11. března 1970 na svém ranči v Temecule. Jeho popel byl rozptýlen po jeho milovaném poloostrově Baja California. 
V době své smrti patřil mezi nejčtenější ze všech amerických spisovatelů. 

## Dílo
V dílech podepsaných jako E. S. Gardner se ve dvou sériích detektivek objevují dva hlavní hrdinové – Perry Mason a Doug Selby. V dílech psaných pod pseudonymem A. A. Fair pak vydal další řadu detektivek s jinými hlavními postavami (Bertha Coolová a Donald Lam). Napsal několik set povídek a byl jedním z kmenových autorů časopisu Černá maska (Black Mask), v němž publikovali nejznámější autoři detektivních románů tehdejší doby včetně Dashiella Hammetta a Raymonda Chandlera.  Pod dalšími pseudonymy vydával další romány, povídky a cestopisy. 

### Perry Mason
Perry Mason je advokát, který v každé knize zastupuje (zpravidla nevinné) lidi, obvykle obviněné z vraždy.  Příběhy, spojující fakta a fikci, jsou založeny na dramatických situacích v soudní síni, během nichž Mason předkládá brilantní řešení případu. V každé detektivce s P. Masonem se vyskytuje i jeho sekretářka Della Streetová a soukromý detektiv Paul Drake. Mason byl Gardnerovou nejúspěšnější postavou, která se objevuje v největší části děl.
Podle knih s Perry Masonem bylo v 30. a 40. letech 20. století natočeno mnoho hollywoodských filmů, v letech 1957–66 pak mnohadílný televizní seriál televize CBS (ve kterém Masona hrál Raymond Burr). V závěrečné epizodě první série se objevil (v roli soudce) také sám Gardner. Na přelomu 80. a 90. let vznikla další série televizních filmů, ve které vystupovali herci z původního seriálu, včetně Raymonda Burra.
Namátkový výběr knih s Perry Masonem:
- Ďábelský advokát (The Case Of The Velvet Claws, 1933), česky 1939, podruhé 1946 pod názvem Sametový spár
- Perry Mason a paličatá slečna (The Case Of The Sulky Girl, 1934) česky 1994
- Případ padělaného oka (The Case Of The Counterfeit Eye, 1935), česky 1996
- Případ domovníkovy kočky (The Case Of The Caretaker's Cat, 1935), česky 1970
- Případ křivopřísežného papouška (The Case Of The Perjured Parrot, 1939), česky 1970

### Donald Lam a Berta Coolová
Svérázná dvojice detektivů: - ona, rázná pětaosmdesátikilová dáma kolem šedesátky, jejímž hlavním hnacím motorem jsou peníze; - on je šedesátikilový střízlík, kterému to ale pálí a všechny ženy na něj letí. Poutavost, spád a vtipnost příběhu nezapře Gardnerovo mistrovství a má všechny vlastnosti napínavé detektivky.
Namátkový výběr knih s Donaldem a Bertou (celkem 29 knih):
- Vrah má mít doktorát (The Bigger They Come, 1939), česky II. vyd. 1995
- 12. Do ložnic je vidět (Bedrooms Have Windows, 1949), česky 1969
- Případ: omamná zásilka (All Grass Isn't Green, 1970), česky 1997
- Volavkám se neplatí (Shills Can't Count Chips, 1961), česky 1998

### Doug Selby
Doug Selby je okresní státní návladní, častým protivníkem mu je doktor A. B. Carr, který zastupuje vždy lidi, kteří zločin spáchali. 
Některé knihy s D. A. Selbym:
- Je to vražda, říká Selby (The D. A. Calls It Murder, 1937), česky 1997
- Státní zástupce zasahuje (The D. A. Calls A Turn, 1944), česky 1997
- Okresní prokurátor kácí les (The D. A. Breaks an Egg, 1949), česky 2000